# Myotis findleyi
Myotis findleyi  (Bogan, 1978) è un pipistrello della famiglia dei Vespertilionidi endemico di alcune isole del Messico.

## Descrizione

### Dimensioni
Pipistrello di piccole dimensioni, con la lunghezza totale tra 70 e 80 mm, la lunghezza dell'avambraccio tra 29,5 e 33,2 mm, la lunghezza della coda tra 26 e 33 mm, la lunghezza del piede tra 6,1 e 7 mm e la lunghezza delle orecchie tra 11 e 13 mm.

### Aspetto
Il colore generale del corpo varia dal marrone scuro al nero-brunastro, cosparso di peli con le punte giallo-brunastre, che generano un aspetto brizzolato. Le orecchie sono piccole, marroni scure e con un evidente incavo alla base. Il trago è lungo meno della metà del padiglione auricolare ed è appuntito. Le membrane alari sono semi-trasparenti marroni scure e attaccate posteriormente alla base delle dita del piede. I piedi sono grandi, mentre Il calcar è sottile e delicato.

## Biologia

### Alimentazione
Si nutre di insetti.

## Distribuzione e habitat
Questa specie è endemica delle Isole Marías, lungo la costa centro-occidentale del Messico.

## Conservazione
La IUCN Red List, considerato l'areale limitato e il declino continuo nell'estensione e nella qualità del proprio habitat, classifica M.findleyi come specie in pericolo di estinzione (Endangered).